# 瓦季姆·克鲁捷茨基
瓦季姆·安德列耶维奇·克鲁捷茨基（俄语：Вадим Андреевич Крутецкий，1917年12月—1991年9月15日）苏联心理學家。1941年他从莫斯科国立大学获得经济地理学学位，1950年在苏联教育科学院获得博士学位，之后在这里工作了三十年。
克鲁捷茨基主要研究天才兒童的數學能力。在他最主要的著作《学校里儿童的数学能力心理学》 (1976)）中，他观察到天才兒童的數學能力有別於一般兒童。天才兒童傾於運用最快捷，最簡單的方法去化解答案，則一般兒童不會著重得到答案的路徑。在他的論文中，他認為，天才兒童有一種與生俱來的＂數學心感＂，能夠以數學的角度和思维去理解世界和連結世界上的各种现象和物体。